# Narewka
Narewka är en by i Polen med 780 invånare (2005, uppskattat värde). Genom byn rinner floden Narewka. 

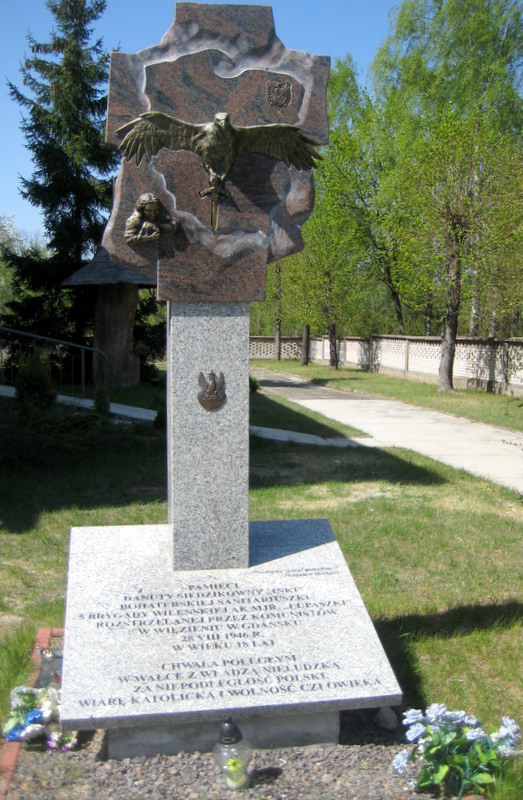
Minnesmärke över Danuta Siedzikówna
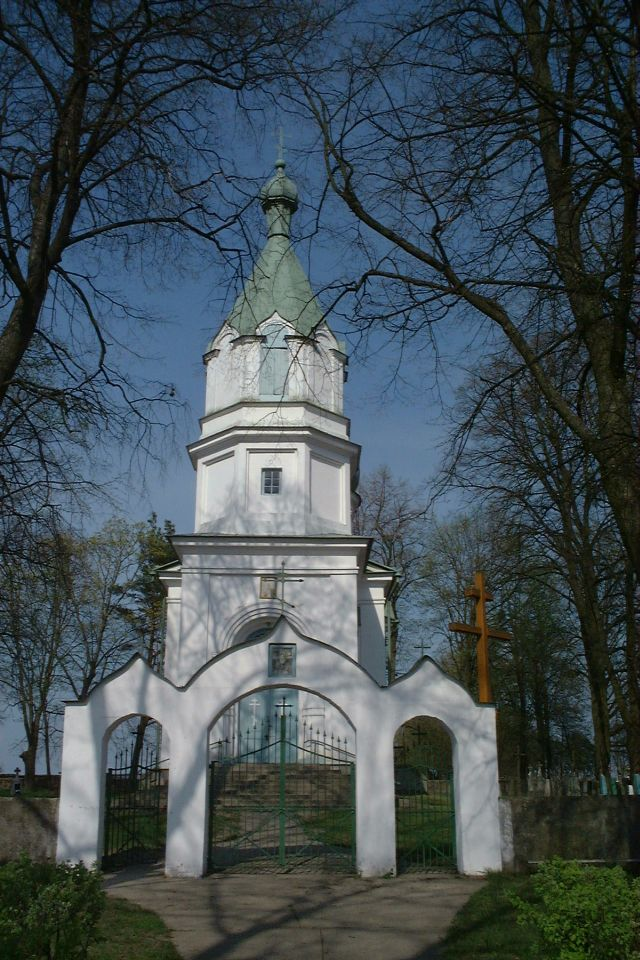
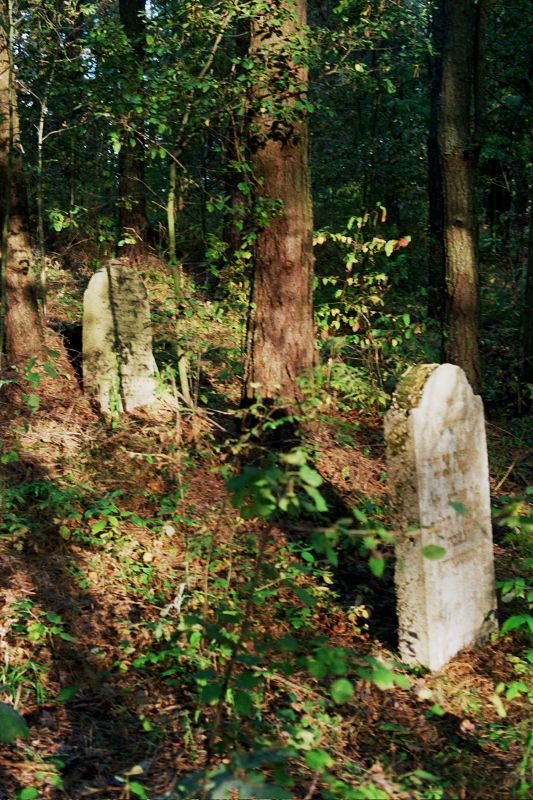